# Rubus stimuleus
Rubus stimuleus är en rosväxtart som beskrevs av Liberty Hyde Bailey. Rubus stimuleus ingår i släktet rubusar, och familjen rosväxter. Inga underarter finns listade i Catalogue of Life.